# Albert Bierstadt
Albert Bierstadt (Solingen, 7 de janeiro de 1830 — Nova Iorque, 18 de fevereiro de 1902) foi um pintor prussiano radicado nos Estados Unidos.
Sua família imigrou para os Estados Unidos quando ele era muito pequeno, e seus primeiros anos são obscuros. Ainda moço voltou à Europa para buscar aperfeiçoamento acadêmico e ao retornar para a América iniciou uma brilhante carreira no mundo da arte. Em seu apogeu, na década de 1860, acumulou fortuna e foi celebrado dos dois lados do Atlântico. Nos Estados Unidos foi visto como um dos que melhor materializaram visualmente a crença no Destino Manifesto, contribuindo para a conquista da fronteira oeste e fazendo muitos imitadores.
Sua fama derivou principalmente de suas paisagens monumentais sobre o oeste selvagem, onde exibe uma fusão de tendências realistas, expressas na descrição minuciosa de detalhes, com uma concepção romântica de paisagismo, tingida pela estética do sublime e buscando resultados arrebatadores, dramáticos, visionários, que enalteciam a natureza e a revestiam de significados morais e espirituais antes do que a descreviam com uma fidelidade fotográfica. Fez parte da Escola do Rio Hudson, um grupo de pintores de tendências similares, e da qual foi um dos mais notáveis representantes.
A partir de meados da década de 1870 sua estrela começou a se apagar rapidamente, enfrentando a mudança nos gostos e a concorrência da pintura francesa, num período em que o oeste, que ele retratara em termos épicos e que antes era entendido como uma nova Terra Prometida, era invadido de turistas, perdia sua aura mítica e se revelava o cenário de massacres dos povos indígenas e de destruição do meio ambiente. Embora nunca tivesse cessado de pintar, quando morreu estava falido, e sua obra, esquecida. Sua recuperação começou em meados do século XX, e hoje, embora sua produção ainda suscite polêmica, já encontrou um espaço cativo em numerosos museus e coleções importantes, principalmente nos Estados Unidos, sendo considerado um dos mais destacados e vigorosos paisagistas do século XIX.

## Biografia

### Juventude
Era filho de Heinrich, um militar que servira no exército do Reino de Hanôver, e Christina Bierstadt. Sua família se mudou para New Bedford, nos Estados Unidos, em 1832. A cidade era um movimentado e próspero porto baleeiro, com uma elite abastada e culta mas conservadora e religiosa. O pai se estabeleceu com um negócio de consertos de barris e tonéis, e em sua modesta residência se reuniram os primeiros metodistas da Nova Inglaterra.
Seus primeiros anos são mal documentados, mas parece que desde jovem se interessava por viagens e pela arte. Na cidade trabalhavam alguns pintores, como William Swain, William Hall e Adam van Beest, e eram populares divertimentos de caráter artístico que faziam referência a regiões remotas do globo, que podem, segundo opinião de Richard Trump, ter influenciado seu gosto pela pintura. Relatos familiares dizem que com doze anos compôs um trabalho escolar sobre as Montanhas Rochosas. Mais tarde trabalhou na Shaw's Frame Factory, uma fábrica de espelhos e molduras, e fazia decoração de bolos de casamento.
Com quem aprendeu a pintar não se sabe, Trump supõe que podem ter sido Hall ou Van Beest, mas em 6 de junho de 1850 ele já anunciava ter aberto um curso de pintura monocromática, expondo em público pela primeira vez em 1851 na galeria mantida pelo comerciante John Kopkins. Logo atraiu alguma atenção de mecenas locais, em geral capitães de navios e armadores, e se tornou conhecido em Boston, onde pode ter dado aulas na Academia de Arte de Massachusetts. Com certeza ali expôs em 1853, além de ter estabelecido contato com o mecenas Thomas Thompson, que adquiriu várias obras suas. Era amigo de Peter Fales, daguerreotipista, e possivelmente com ele nesta época aprendeu a fotografar, o que mais tarde se revelaria bastante útil como auxiliar na composição de suas grandes pinturas. Entusiasmou-se também pela técnica da lanterna mágica, contratando George Harvey para itinerar as paisagens que este artista pintava sobre vidro e projetava sobre uma tela em teatros, cobrando uma módica entrada de 25 centavos e atraindo apreciável público. Segundo McKay, com o dinheiro ganho nessa empreitada Bierstadt pôde viajar para a Europa a fim de aperfeiçoar-se em pintura, mas Trump e Palmquist & Kailbournt atribuem sua viagem ao patrocínio de um grupo de mecenas.

### Aperfeiçoamento

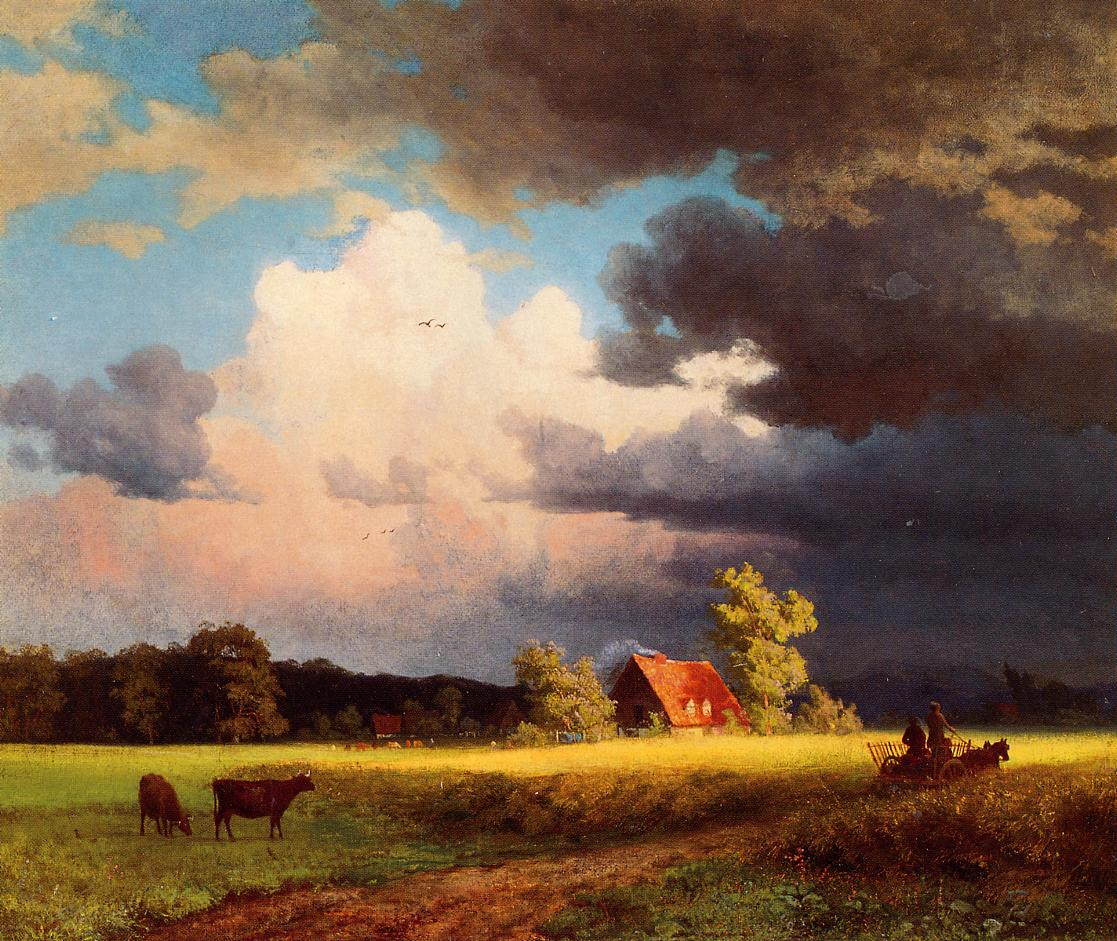
Paisagem bávara, c. 1854

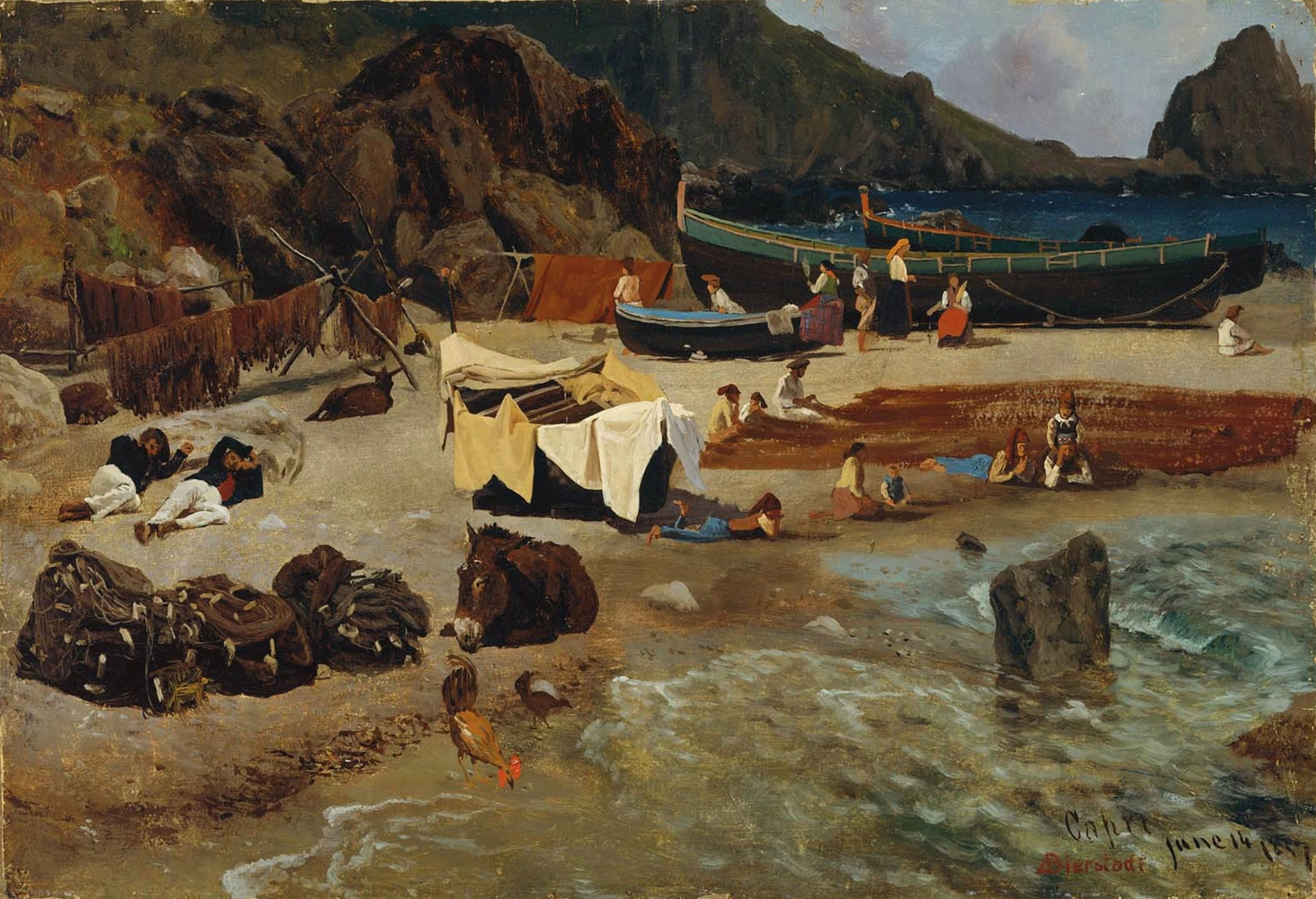
Barcos de pescadores em Capri, 1857

De qualquer maneira, em 1853 dirigiu-se a Dusseldorf, um cosmopolita centro de cultura cuja academia de arte era respeitada entre os artistas norte-americanos pela qualidade de seus cursos. Não é garantido que tenha sido admitido formalmente nesta escola, e esperava, na verdade, estudar com o primo de sua mãe, o pintor Johann Peter Hasenclever, mas quando ele chegou em Dusseldorf o parente havia morrido. Então se tornou aluno de Andreas Achenbach e Karl Friedman Lessing, ligados à academia, e estudou informalmente também com Worthington Whittredge e Emmanuel Leutze, artistas lá residentes e de fama já estabelecida. Whittredge logo passou a protegê-lo, e assim falou do discípulo:
"Depois de trabalhar alguns meses em meu estúdio, ele organizou uma maleta com tintas e pincéis, pegou um pára-sol e algumas peças de roupa, jogou-as numa mochila e numa fria manhã de abril saiu em busca da sorte entre os camponeses da Vestfália. [...] Permaneceu fora sem dar uma só notícia até que no fim do outono retornou carregado de inumeráveis estudos de todos os tipos. [...]  Seria um memorável verão de trabalho para qualquer um, e especialmente para alguém com pouca ou nenhuma instrução, seria simplesmente maravilhoso. Ele imediatamente começou a trabalhar em meu estúdio em grandes telas, compondo e juntando partes dos estudos que havia feito, e trabalhou com tanto empenho que não perdia uma única hora iluminada do dia".
O professor também declarou: "Bierstadt deixará uma marca no mundo da arte, pois não tem outro objetivo ou prazer senão pintar". Durante sua estadia em Dusseldorf ele se integrou a uma jovial comunidade de artistas, incluindo os já citados e muitos outros, que tinham seu ponto de encontro no clube Malkasten, dirigido por Leutze, e que incluía uma academia de ginástica e tiro e dava espaço para exposições de arte e representações de teatro e música. Esse convívio lhe foi tão marcante que mais tarde, quando já rico e célebre, deu o mesmo nome do clube à mansão que construiu, onde também reuniu um colorido grupo de artistas e intelectuais.
Na Europa viajou extensamente, acompanhado de Whittredge, William Stanley Haseltine, Sanford Gifford e outros artistas, passando pelo sul da Alemanha, Salzburgo, os Alpes suíços e várias cidades da Itália, incluindo Roma, Florença, Pompeia e Nápoles, mas não o atraíam as relíquias arquitetônicas da Europa, preferindo as paisagens e as festas populares, que tinham um maior apelo cenográfico. Pintava muito e enviava seus quadros para New Bedford assim que os terminava.
Seu talento já estava desenvolvido a ponto de as obras que ele enviava para sua cidade terem sua autoria posta em dúvida, sendo atribuídas aos seus mestres. A mãe de Bierstadt enviou uma carta para Leutze pedindo explicações, e na resposta o pintor confirmou que o jovem era de fato o autor das obras.

### Retorno e primeira viagem ao oeste

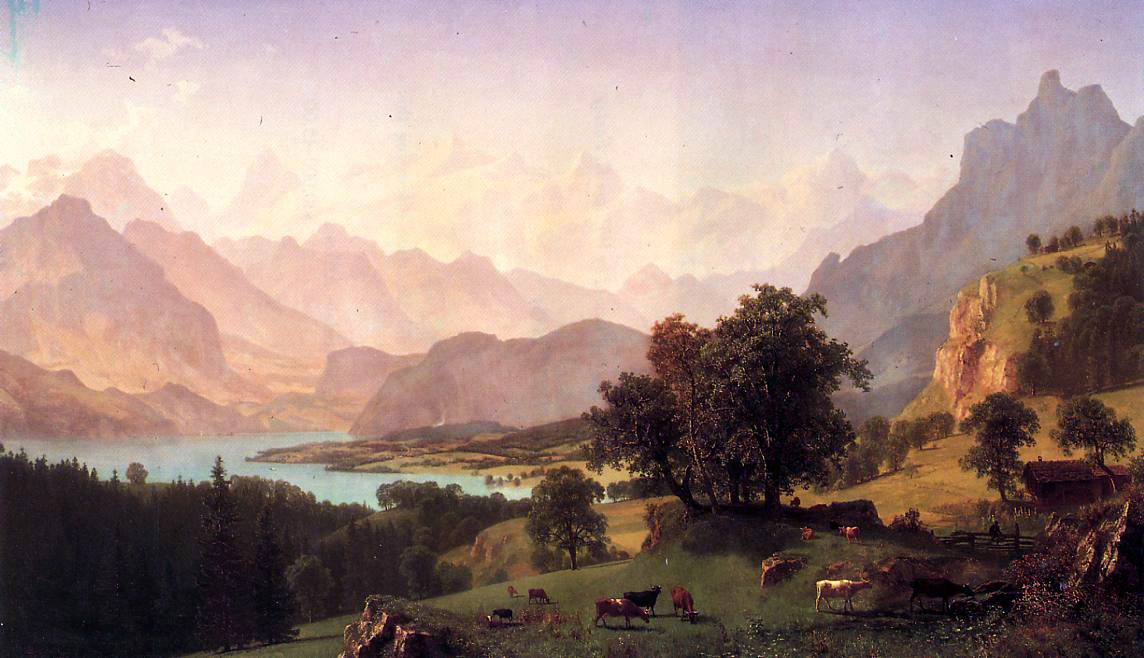
Alpes de Berna, 1859

Quando voltou para a América, em dezembro de 1857, já era considerado em sua comunidade um artista sério. Abriu um atelier de pintura e passou a aceitar discípulos, começou a fazer pinturas com material coletado na Europa, conseguiu algumas vendas e enviou obras para salões da Academia Nacional de Desenho. Em 1858 organizou em sua cidade uma exposição histórica, com vários integrantes do grupo que mais tarde foi chamado Escola do Rio Hudson, corrente pictórica à qual Bierstadt filiou-se por vocação natural, incluindo seus fundadores Thomas Cole e Asher Durand, além de alguns pintores alemães, outros locais e ele mesmo. Nesta época também retratou as Montanhas Brancas da Nova Inglaterra.
Mas logo se tornou impaciente por novos cenários. Os norte-americanos olhavam para o oeste com grande interesse, estimulados pelos relatos de Richard Henry Dana, Francis Parkman, John Fremont e outros escritores, e uma importante onda migratória de colonos e exploradores já se deslocava para lá, dita nos jornais como a maior da história do país. Uma notícia no jornal The Crayon em dezembro de 1858 informava que ele estava de partida para as Montanhas Rochosas, onde esperava passar vários anos a fim de estudar a paisagem e a vida dos índios para coletar informações para futuras pinturas. Mas sua partida só se deu em abril de 1859, com um plano de permanência bem mais reduzido. Acompanhado pelo fotógrafo Francis Seth Frost, chegaram no dia 27 em Saint Joseph, Missouri, e juntaram-se à expedição do coronel Frederick West Lander, engenheiro da Overland Trail que iria abrir uma nova ferrovia no interior.

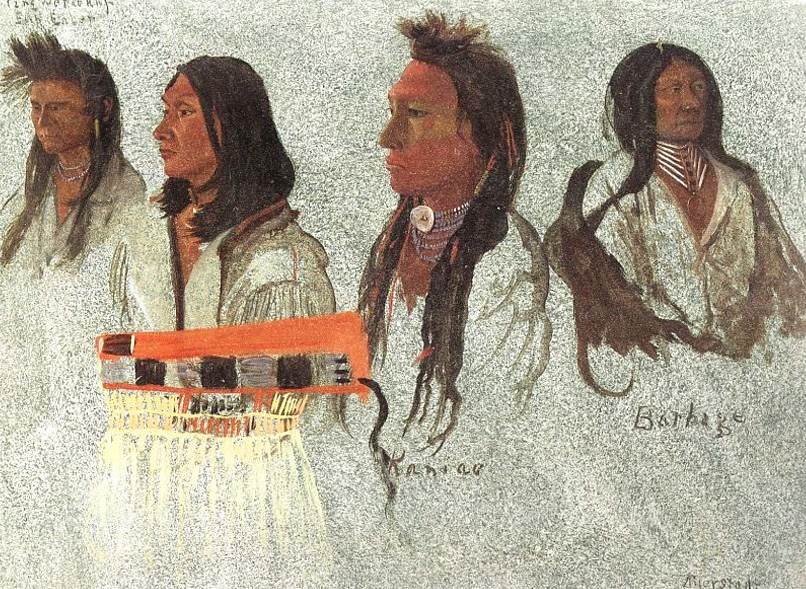
Estudo de índios

Enquanto a expedição não partia, aproveitou o tempo para fotografar a região na técnica do estereograma. O grupo finalmente deixou St. Joseph em 5 de maio, e o artista fez várias outras fotografias, desenhos e estudos pictóricos pelo caminho, capturando cenários do Kansas, Nebraska, Wyoming, a batalha de Blue Water Creek (à distância), índios lakota, oglala, cheyenne, shoshone, sioux e wigwam, bem como pioneiros brancos. Escrevendo para The Crayon, disse entusiasmado: "A cor das montanhas e das planícies e, na verdade, de todo o país, relembra-me a cor da Itália; de fato, aqui temos a Itália da América em uma condição original. [...] Eu adoro demais acampar. Esta vida fora de casa, noite e dia, é muito benéfica. Jamais me senti tão bem em minha vida".
Bierstadt e seu amigo deixaram a expedição na altura do rio Salt com um vagão, um maquinista e seis mulas, dirigindo-se à cordilheira Wind River, onde ele passou várias semanas continuando estudos das paisagens e seus habitantes. Em seguida iniciaram seu retorno. Descansaram na área do rio Wolf em Wyoming, e chegaram em New Bedford em 18 de setembro de 1859. Bierstadt trazia volumosa documentação visual da região visitada. Dois meses depois, ele e seus irmãos Charles e Edward abriram uma galeria fotográfica na cidade. No fim do ano partiu para Nova Iorque, alugando um estúdio na 15 West Tenth Street, num edifício que já era ocupado por ateliers de outros pintores seus amigos, principalmente Frederic Edwin Church, de quem receberia influência. É possível que tenha frequentado o grupo de artistas e intelectuais que confraternizava na cervejaria Pfaff, como Bayard Taylor e Walt Whitman, mas certamente conheceu o escritor Fitz Hugh Ludlow, que fazia parte dessa sociedade, e sua esposa, Rosalie.

### Maturidade e consagração

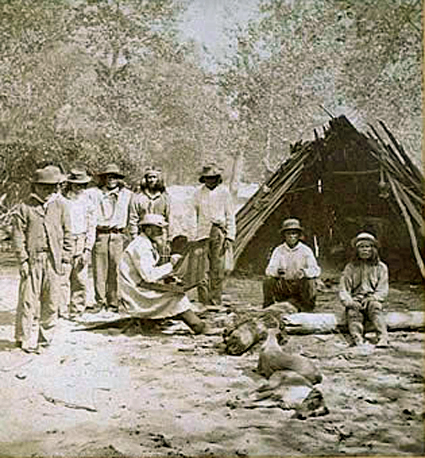
Bierstadt desenhando entre índios da Califórnia

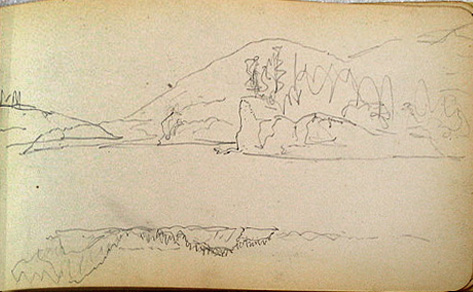
Esboço de uma paisagem num dos seus cadernos de viagem.

No verão de 1860 ele e seus irmãos publicaram um catálogo de 52 fotografias que tomara em sua viagem. Ao mesmo tempo, iniciou a consolidação de uma fulgurante carreira como pintor paisagista, utilizando seus inúmeros esboços e fotografias como base para as composições. Na primavera expôs no salão da Academia Nacional de Desenho sua primeira grande tela, A base das Montanhas Rochosas, Pico Laramie, sendo também aceito como membro da respeitada instituição, mas a obra mais importante deste conjunto, e a mais celebrada de toda a sua carreira, é Montanhas Rochosas, Pico Lander, retratando a montanha nomeada em homenagem ao coronel Lander, há pouco morto na Guerra Civil que ensanguentava outras partes do país. Seu sucesso foi imediato. Até James Jackson Jarves, que mais adiante se tornaria seu mais contundente crítico, comentou que "capturando a qualidade da luz americana, clara e transparente, e com um desenho de linhas firmes, ele é insuperável".
Na primavera de 1863, acompanhado por Ludlow, fez outra viagem para o oeste, um périplo acidentado em que correram risco de vida, que os levou a Denver, Salt Lake City, o lago Tahoe, San Francisco, Yosemite, Portland e a cordilheira das Cascatas. As pinturas que produziu a partir do material que juntou nesta viagem, como As serras perto do lago Tahoe, Califórnia, que mostravam uma natureza grandiosa e imperturbada pelo homem, colocaram-no na posição de o maior pintor paisagista do país, vistas como uma compensação visual para as atrocidades da Guerra Civil. Tornou-se tão famoso que o jornal Illustrated Annual for Phrenology and Fisiognomy publicou uma representação de seu crânio como útil para os estudos sobre a genialidade.
Sua notoriedade logo cruzou o oceano, firmando-se também na Europa, sendo recebido pela rainha Vitória e considerado na Inglaterra o herdeiro de Turner. O jornal londrino Art Journal escreveu: "Sobre este americano, mais do que sobre qualquer outro, parece ter recaído o manto do nosso maior pintor". Apresentou seu trabalhos no Salão de Paris várias vezes, as academias europeias o aclamaram, uma de suas telas foi adquirida pelo Museu Hermitage, e Napoleão III o fez cavaleiro da Legião de Honra, além de receber medalhas em vários países.
Expôs muitas vezes ao lado de Church, com quem organizou mostras itinerantes de suas pinturas. Colecionadores pagavam nesta década até 25 mil dólares por suas obras, seu nome recebia enorme divulgação e ele se tornou uma lenda viva. Para aumentar o impacto de suas pinturas, que impressionavam já por seu grande tamanho, ele desenvolveu um estilo teatral de exibição, capitalizando os eventos através da venda de reproduções em gravura e da cobrança de uma taxa de visitação, mas mesmo assim atraindo um vasto público. Uma notícia no Post de Nova Iorque em 7 de maio de 1867 descreveu uma dessas mostras:

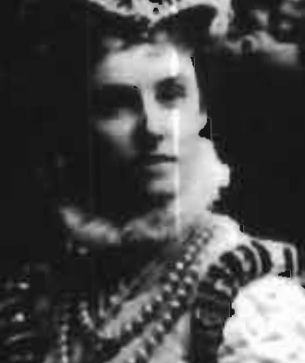
Rosalie Bierstadt

"A luz é cuidadosamente excluída da parte da sala ocupada pelos espectadores, seja dia seja noite. A parede onde pende a pintura é graciosamente revestida de um cortinado negro, que absorve a maior parte da luz que não recai diretamente sobre a pintura. Como a pintura representa uma vista de um extenso vale a partir de um ponto elevado, foram construídas duas galerias que possibilitam contemplá-la de cima, acentuando a ilusão. À noite este efeito ilusionístico é mais forte do que o obtido de dia, e não difere de um cenário teatral".
Esta sua estratégia espetaculosa, que tinha claros objetivos mercantis, não deixou de levantar críticas, sendo acusado de perverter os ideais sublimes que eram então propostos para a arte por puristas como Asher Durand, que declarou: "Não podemos servir Deus e Mammon. É melhor fazer sapatos ou cavar batatas do que buscar lucro com a arte".
Neste ínterim Rosalie havia se divorciado de Ludlow, e em novembro de 1865 ela se casou com Bierstadt, que instalou-se com ela em um requintado palacete de quatro andares, 35 aposentos e um enorme atelier, que mandara construir em Irvington-on-Hudson, estado de Nova Iorque, ao custo de cem mil dólares, em meio a um parque de quatorze acres e com uma vista privilegiada sobre o rio Hudson. O pintor escreveu dizendo que lamentava apenas que eles não se tivessem conhecido aos vinte anos e não tivessem casado naquela época, e considerava-se o homem mais feliz do mundo. Naquela casa, numa vizinhança de elite, eles desfrutaram de uma ativa vida social. Sua cunhada assim o descreveu: "Tínhamos uma vida alegre [...] que virou lenda: brilhantes entretenimentos, pessoas inteligentes, mulheres bonitas, homens talentosos - artistas, escritores, poetas".

Entre as montanhas de Sierra Nevada, 1868

O casal partiu em 1867 para uma viagem de dois anos na Europa, frequentando a alta sociedade e estabelecendo contatos com potenciais clientes. Tendo alugado um atelier em Roma, no ano seguinte, Bierstadt pintou Entre as montanhas de Sierra Nevada, Califórnia, uma obra-chave do gênero mítico de paisagismo que desenvolveria na década de 1870. Mal chegados de volta à América, já partiam para outro tour, agora pela Nova Inglaterra e Canadá, e depois de novo para a Europa. Na mesma época, desenvolveu com seu irmão Edward um novo processo de impressão fotográfica, que veio a ser chamado de albertótipo, sua fortuna crescia e o artista investia em terrenos e propriedades em Minnesota e New Jersey.
Em julho de 1871 transferiram-se para San Francisco, onde passaram dois anos, tempo em que o artista realizou muitos estudos das montanhas do norte da Califórnia, uma região ainda virgem e livre dos turistas que já povoavam o vale do Yosemite. A Associação de Arte de San Francisco o fez membro honorário, a Central Pacific Railroad encomendou-lhe uma grande tela, O lago Donner visto de cima, descrita na imprensa como "sublime", e vendeu outras para colecionadores locais, ao mesmo tempo em que fazia exposições. Também organizava excursões para membros da nobreza europeia, e por seus serviços para o grão-duque Alexis, filho do czar da Rússia, foi agraciado com a Ordem de Santo Estanislau. Em 1873 eles voltaram para Nova Iorque e o artista passou a trabalhar sobre material coletado. Fazendo pressão sobre os congressistas e ganhando acesso ao próprio presidente Hayes, Bierstadt acabou por conseguir que o governo adquirisse duas telas de tema histórico, A descoberta do Hudson e Entrada em Monterey, instaladas no Capitólio.

### Fama em declínio, anos finais

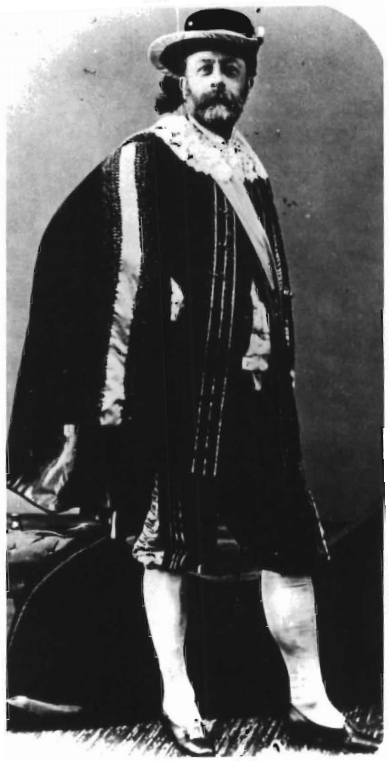
Bierstadt vestido como Carlos I para um baile de gala em 1876

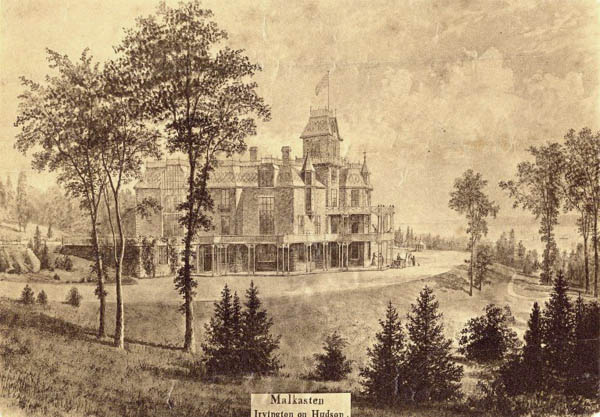
Malkasten, a mansão de Bierstadt em Irvington-on-Hudson

A partir de meados da década de 1870 sua sorte mudou. Sua pintura começou a sair de moda rapidamente, enfrentando a mudança nos gostos e a concorrência da pintura francesa. Além disso, o oeste já começava a perder o fascínio do remoto e se tornava um lugar conhecido e habitado, e suas pinturas perdiam este apelo que antes fora tão forte. Foi convidado a doar uma obra para a Academia de Belas Artes da Pensilvânia, enviando Monte Adams, Montanhas Rochosas, mas na Exposição Universal de Filadélfia em 1876 o trabalho que apresentou foi recebido com frieza.
Embora tivesse acumulado uma fortuna, manter o seu padrão de vida principesco era coisa cara. As vendas caíam e seus esforços em promover sua obra, que o haviam tornado uma espécie de showman, se tornaram alvo de piadas. Logo apareceram dificuldades financeiras e ele teve de tomar empréstimos. Alugou sua mansão para conseguir algum dinheiro e instalou-se em uma casa menor nas margens do rio Hudson, abrindo um atelier e galeria comercial em Nova Iorque.
Sua esposa Rosalie, que iniciava um longo enfrentamento da tuberculose que havia contraído, precisava de ares mais salubres, pelo que foram obrigados a se deslocar com frequência para Nassau, nas Bahamas. Ali ele pintou uma série de obras em uma nova linha, inspirado pela luz e pelas cores de uma paisagem tropical. Em 1877 visitou o Colorado e entre 1878 e 1879, com sua esposa, viajaram para a Europa. Ela já não conseguia acompanhar o intenso ritmo da vida social do marido, sempre às voltas com recepções e jantares em uma luta cada vez mais árdua por fazer contatos vantajosos e conquistar novos mecenas. Sua saúde piorou durante a viagem e seu lugar passou a ser ocupado por sua irmã Esther.
Na volta, enquanto ela permanecia nas Bahamas, ele partiu para outra expedição pelo Yellowstone e a área de Salt Lake City. Em 1881 estava de volta ao Yellowstone, e em 1882 sua mansão incendiou enquanto estava tentando vendê-la, perdendo-se pinturas e esboços. Vários jornais noticiaram o fogo, mas falando do artista, o Utica Morning Herald já se referia a ele no pretérito, como se sua carreira estivesse encerrada. De fato, para ele ficava difícil encontrar lugares para expor. Foi recusado em Londres em 1884 e em Washington D.C. em 1887. Tentou doar uma obra para um evento beneficente, mas ela foi rejeitada, o mesmo ocorrendo com Os últimos búfalos, que tentou colocar na Exposição Universal de Paris, e com Colombo pisa em terra, retirado da Feira Mundial de Chicago em 1893. Sua última viagem pelo oeste ocorreu em 1889, visitando as Montanhas Rochosas canadenses, Washington, Oregon e o Alaska.
Rosalie morreu em 1º de março 1893, mas em 7 de março do ano seguinte Bierstadt casou novamente, com Mary Hicks Stewart, rica viúva do banqueiro David Stewart. Foi, como a outra, uma união feliz. Estabeleceram-se na 5ª Avenida, em Nova Iorque, onde o pintor continuou a trabalhar assiduamente, embora seu prestígio nesta altura fosse apenas uma sombra do que havia sido. Mesmo assim, viajaram para a Europa outras vezes e numa delas foram recebidos novamente pela rainha Vitória na ilha de Man. Na mesma época patenteou seis projetos para vagões ferroviários que poderiam ser convertidos em capelas, fortificações, lojas e residências. Embora sua esposa fosse milionária, suas finanças permaneciam separadas, e em 1895 ele foi obrigado a declarar falência. Morreu em 18 de fevereiro de 1902, logo depois de voltar de um passeio, sendo sepultado no cemitério rural de New Bedford, junto de seus pais.

## Obra

### Contexto
Bierstadt é tido com um típico exemplo dos ideais que moviam o progresso norte-americano em sua época: por um lado era um imigrante pobre que tinha conseguido fazer fama e fortuna em um país novo e desafiador, espelhando a ideia muito cara aos norte-americanos do self-made-man, e por outro os grandes formatos e o tratamento épico de alto voo que dava aos cenários magnificentes logo foram reconhecidos como a expressão visual do Destino Manifesto, crença que incendiou o país durante a Guerra Civil Americana e que afirmava que o povo americano havia nascido para dominar e organizar aquele vasto continente e mesmo além das suas fronteiras.

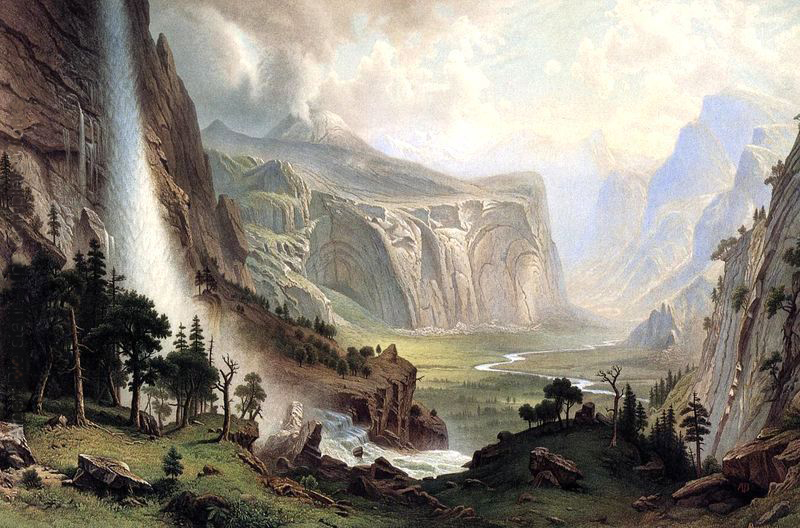
Os montes do Yosemite, 1867, em uma das muitas reproduções em gravura de suas obras que fez circular

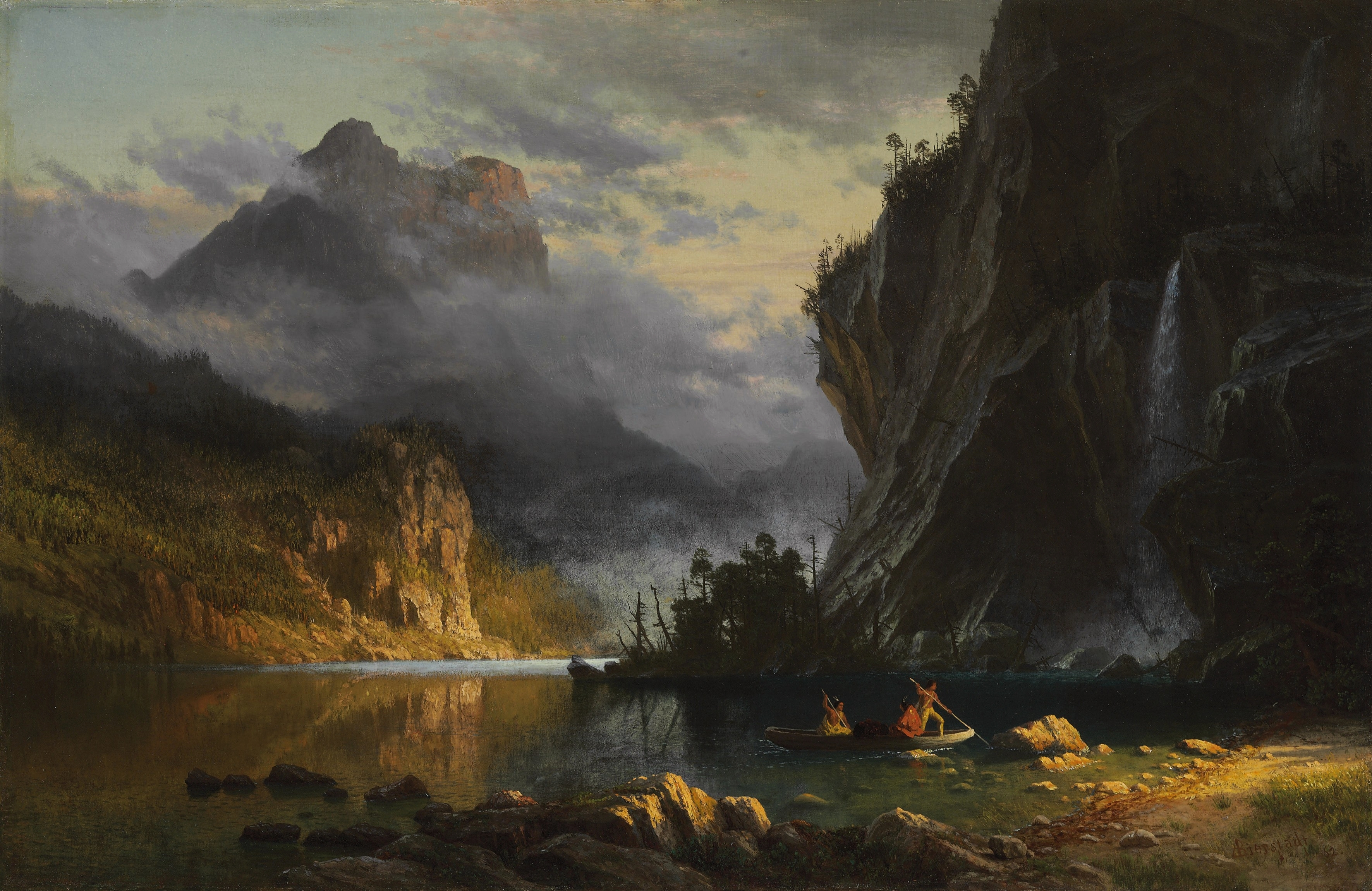
Índios pescando com lança, 1862

No período da Guerra (1861-1865) os norte-americanos estavam obcecados com a questão da identidade nacional, estimulando a criação de fortes lealdades regionais. Produziu-se uma literatura abundante sobre temas regionalistas, e depois do conflito a demanda por essas histórias só cresceu, sendo exemplares os casos de Mark Twain, que foi reconhecido nacionalmente com Jim Smiley and His Jumping Frog (1865), e Harriet Beecher Stowe, com seu Oldtown Folks (1869), que foram seguidos de imitações incontáveis por outros escritores, numa difusão favorecida pela melhoria nas condições de impressão e distribuição e a publicidade em jornais.
O paisagismo, tanto literário quanto visual, assumiu nesta época um valor enorme como forma de legitimação dessa identidade e da tomada de posse do continente. Bierstadt, pertencendo à segunda geração de paisagistas, encontrou o terreno pronto para uma exploração intensiva do gênero, tornando-se o mais popular dos paisagistas de sua geração. O efetivo apelo das suas obras se confirmou no seu meteórico sucesso comercial para uma plateia que em sua maioria jamais havia visto com seus próprios olhos aquelas regiões ainda em grande parte inexploradas e que eram transfiguradas em sua imaginação pela obra do artista. Em 1867 um crítico escreveu no The Leader urgindo o público para que acorresse à exposição da tela Os montes do Yosemite pois "saberiam que o mundo está progredindo e que os americanos são um grande povo". Ao mesmo tempo, com suas obras ele contribuiu para a dinamização da economia do oeste despertando o interesse de uma legião de turistas desejosos de conhecer as paisagens agrestes, especialmente o Yosemite, elevado ao status de símbolo de tudo o que a Califórnia prometia: grandiosidade, beleza, poder e a sensação de que sua monumentalidade geológica era uma preparação titânica para um futuro glorioso e uma confirmação de que o progresso americano era abençoado por Deus. A corrida foi tamanha a ponto de em 1869 o jornal San Francisco News Letter comemorar o fato de que sua tela O Vale do Yosemite tivesse sido destruída por um incêndio:
"Aquela pintura foi o prolífico pai de dezenas de milhares de abominações. Vimos o Yosemite em óleos, em aquarelas, em crayons, em giz e em carvão, e até em nossos sonhos nos vemos caindo do pico El Capitán ou rolando pela cachoeira do Véu de Noiva. Além disso, aquela pintura incitou mais pessoas desagradáveis a visitar a Califórnia do que todos os nossos aliados conspiradores, os gerentes de hotéis, poderiam dar conta de obrigar a voltar às suas casas. Por mais que os roubemos persistentemente, por mais que conscienciosamente os exploremos, falhamos em mantê-los longe. Para cada um dos que esvaziamos os bolsos aparece uma outra dúzia. Ficamos felizes que um sinistro finalmente desse cabo da raiz da imigração".
Parte de seu sucesso se deve também ao fato de que sua obra foi encarada muitas vezes como um lenitivo para os problemas sociais dos Estados Unidos, especialmente na época da Guerra Civil, oferecendo uma perspectiva otimista de futuro. Por outro lado, é notória em sua produção - e na ideologia expansionista da época - a apresentação dos índios sem um interesse mais profundo do que como um mero elemento de tipicidade da paisagem, assim como eram típicas as árvores, as montanhas e os rios, aparecendo em geral placidamente envolvidos em suas atividades cotidianas, como se em seu tempo eles não estivessem sendo dizimados sistematicamente em nome da ocupação de um território que ia sendo devastado e poluído pela mesma civilização que paradoxalmente os deificava através da arte.
Embora houvesse vozes que protestassem contra o genocídio, elas não foram fortes o bastante para impedi-lo, mas é de notar que os paisagistas da época contribuíram para que o público passasse a tomar consciência do valor da natureza e se interessar mais pela sua preservação, ainda que esse interesse fosse, de início, apenas baseado em seu potencial turístico e ideológico. Thomas Moran influenciou os congressistas com sua tela O Grande Canyon do Yellowstone, resultando na criação do Parque de Yellowstone, e o próprio Bierstadt, com Os últimos búfalos, embora pintada quando seu prestígio já estivesse em baixa, desencadeou um debate público sobre o destino da fauna americana que levou o governo a iniciar um recenseamento da população de búfalos com vistas ao manejo e conservação da espécie.

### A paisagem

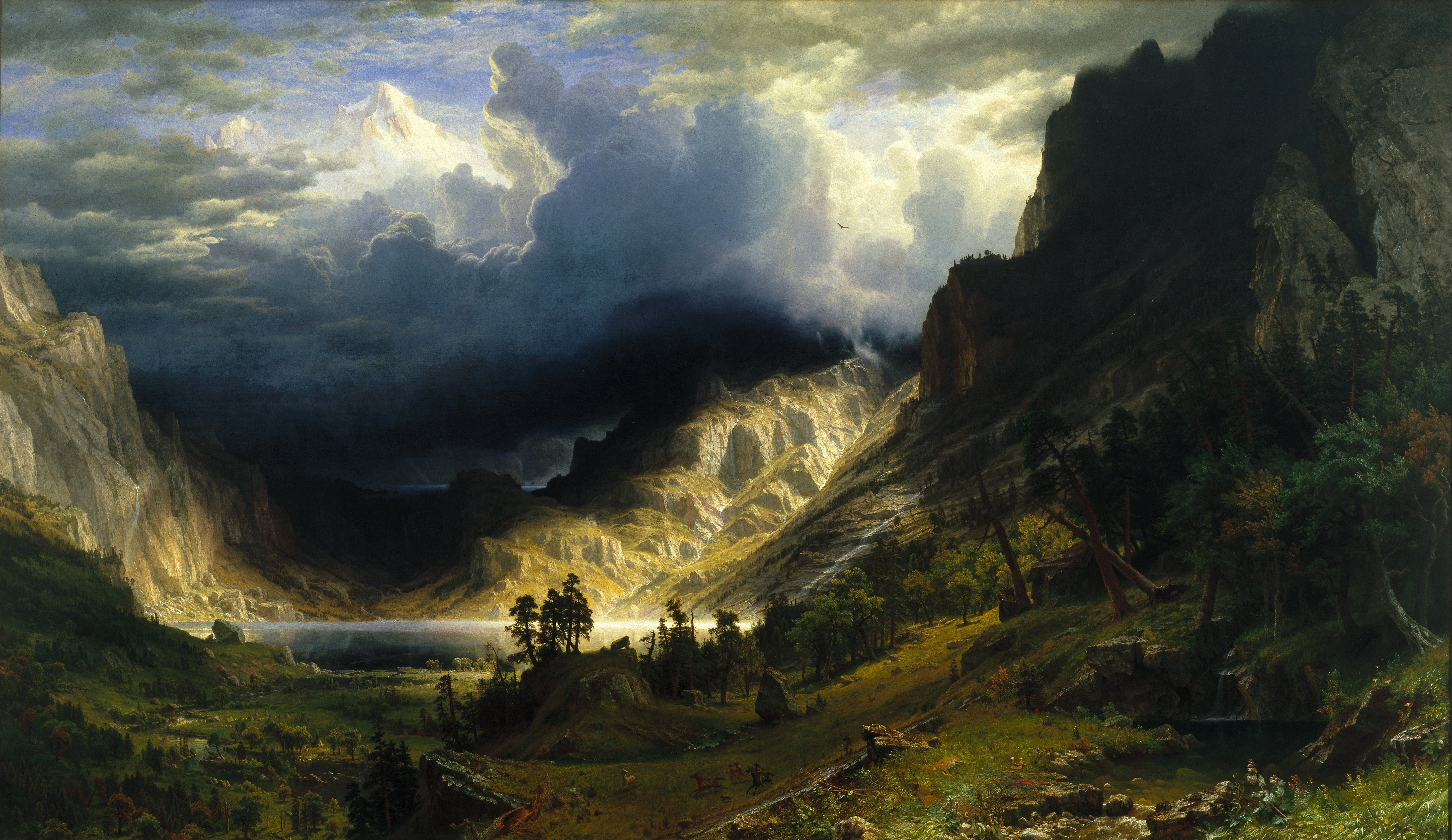
Uma tempestade nas Montanhas Rochosas, Monte Rosalie, 1866

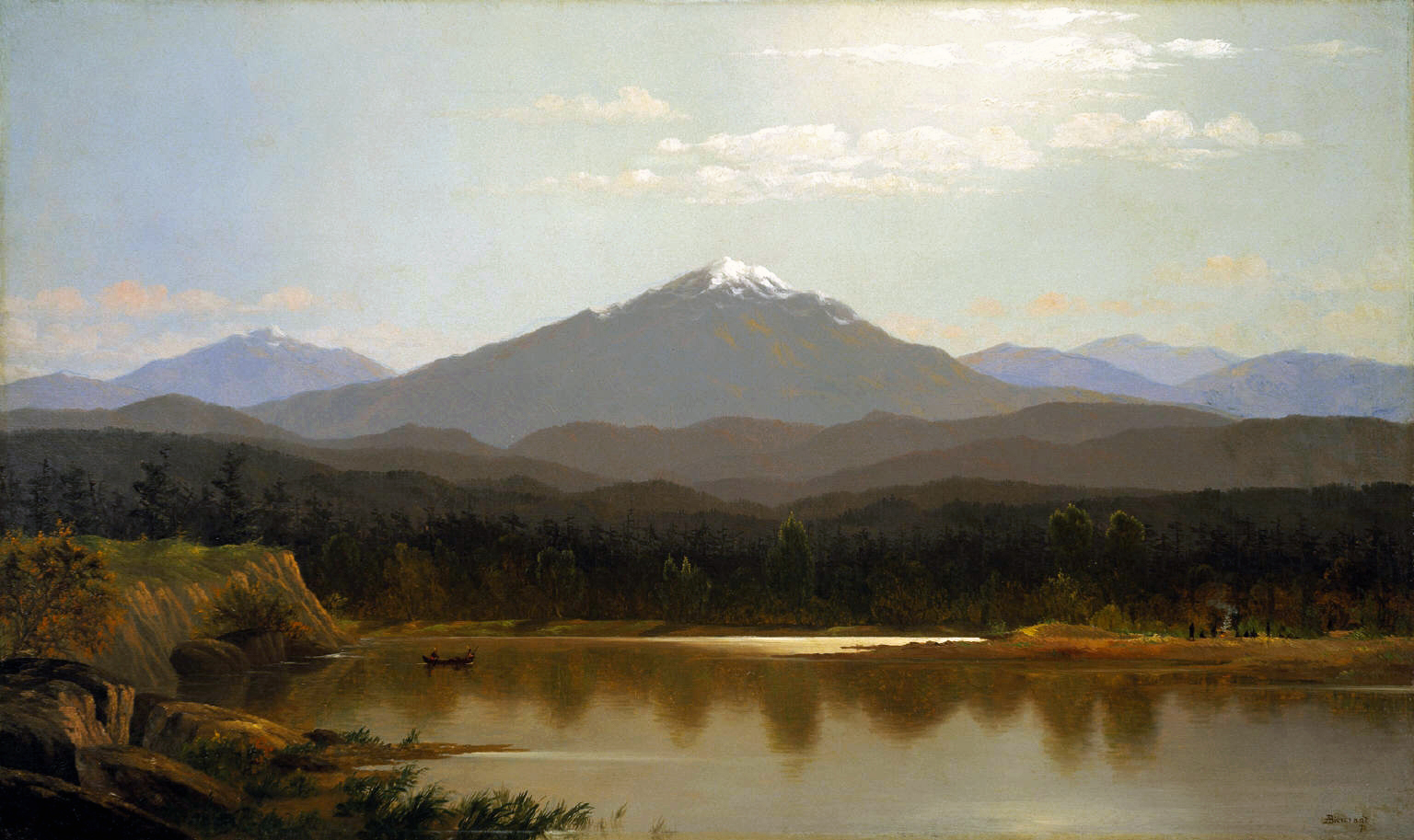
Pico Laramie, 1870, um exemplo de sua aproximação do Luminismo

Bierstadt foi um artista prolífico, deixando mais de trezentas pinturas conhecidas. Porém, estima-se que um número expressivo de outras se perdeu ao longo dos anos. O principal de sua obra está no tema da paisagem, que pintou muitas vezes em escala monumental, mas deixou também numerosos pequenos estudos de alta qualidade, além de desenhos e fotografias. Segundo Allison Palmer, seu estilo descende dos românticos alemães da geração de Caspar David Friedrich, que tentavam traduzir em seu paisagismo o senso do divino, vendo a natureza como a manifestação de uma força maior, que só poderia ser compreendida se a pessoa a contemplasse com reverência. Suas pinturas de juventude combinam com essa proposta, e fazem referência também ao trabalho de William Turner e Andreas Achenbach, bem como aos escritos de John Ruskin, mas são relativamente convencionais, sem uma preocupação em definir especificidades locais, e indicam um talento ainda em desenvolvimento. Somente depois de sua primeira viagem pelo oeste norte-americano seu estilo se consolidaria na forma pela qual ficou mais conhecido.
Suas composições de maturidade são realistas no sentido que descrevem com bastante fidelidade os cenários naturais de um modo geral, muitas vezes descrevendo minuciosamente plantas e animais autênticos, e antes de o oeste se tornar mais extensamente conhecido através do trabalho de fotógrafos ele foi considerado, além de um pintor, um repórter. Mas não imitou literalmente as imagens captadas pelas fotografias. Sua obra fascinou seus contemporâneos também pela dose de fantasia e idealismo que acrescentou aos panoramas. Integrando também ele a corrente romântica, enalteceu a paisagem com dramáticos efeitos de luz que hoje parecem cinematográficos, exagerou o aspecto escabroso, íngreme e majestático das montanhas, aprofundou a perspectiva, representou as nuvens de maneira grandiosa e movimentada, de modo que a composição parecesse mais impressionante do que na realidade. Como disseram Anderson & Ferber, em seu período áureo suas obras "eram celebradas por aqueles que viam a imagem como uma reportagem factual, e também por aqueles que reconheciam a pintura como uma ficção habilidosamente construída".
Essa abordagem foi a marca registrada da chamada Escola do Rio Hudson, da qual ele foi um dos mais bem sucedidos representantes, pertencendo à sua segunda geração e partilhando com Frederic Edwin Church o mérito de ter expandido o escopo inicial do movimento, introduzindo-lhe uma nota heróica e buscando cenários para além do seu foco originador, a região do rio Hudson. Exemplos típicos desse tratamento transfigurado, afinado à estética do sublime e do pitoresco, são as telas Uma tempestade nas Montanhas Rochosas, Monte Rosalie e Montanhas Rochosas, Pico Lander. Frequentemente colocava em primeiro plano uma cena tranquila, deixando para figurar o drama no fundo, o que acentuava os contrastes e fundia o gênero épico-heróico com o pastoral. Em seus trabalhos a figura humana - mormente índios - é rara, o que dava à paisagem um aspecto de pureza virginal e carregava-a de um sentimento quase religioso. Na obra de Bierstadt, como na de muitos de sua geração, o oeste selvagem era o novo Éden.
Mas nem sempre buscou o drama; em alguns momentos seu estilo se aproxima da escola Luminista, preocupando-se com efeitos suaves de luz e com a criação de atmosferas tranquilas e relaxantes, e com um menor interesse na descrição detalhista dos objetos, o que empresta a tais obras um tom intimista. Na fase final de sua carreira sua paleta se transformou nas vezes em que retratou o cenário tropical das Bahamas.

### Outros temas

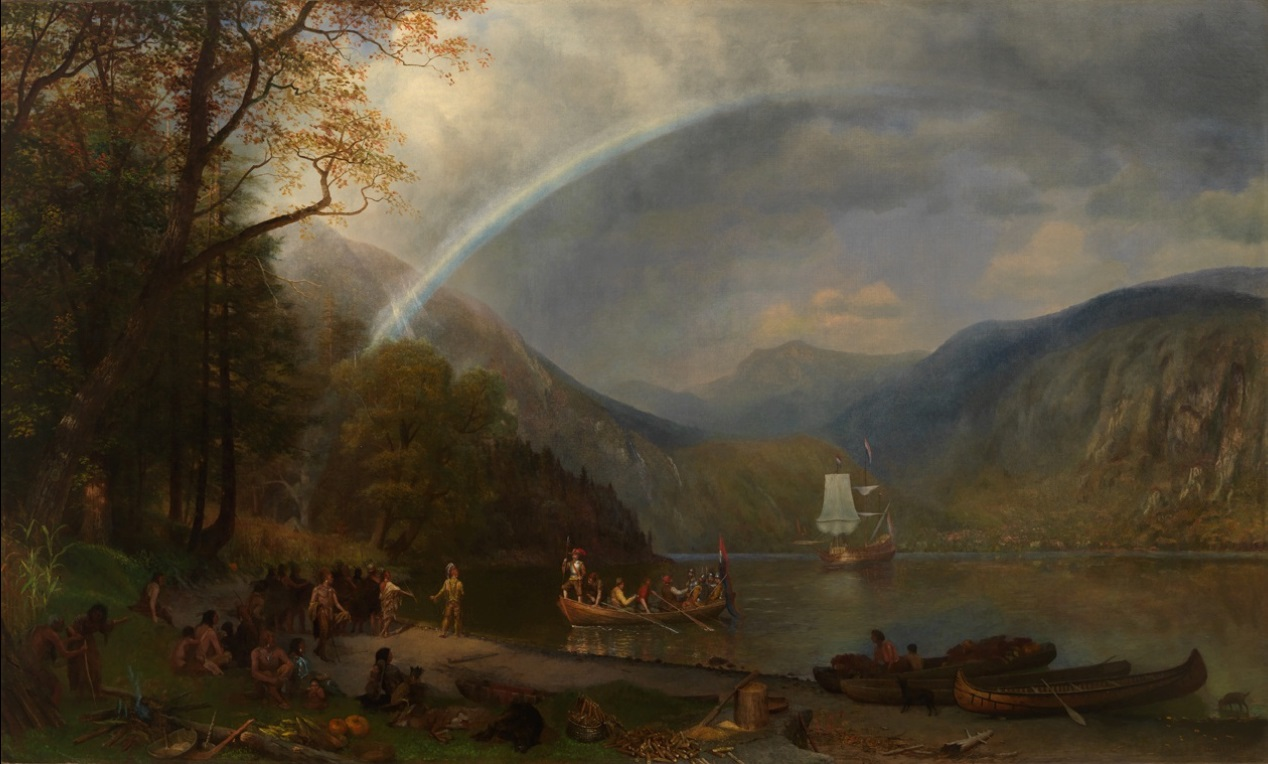
A descoberta do rio Hudson, 1874

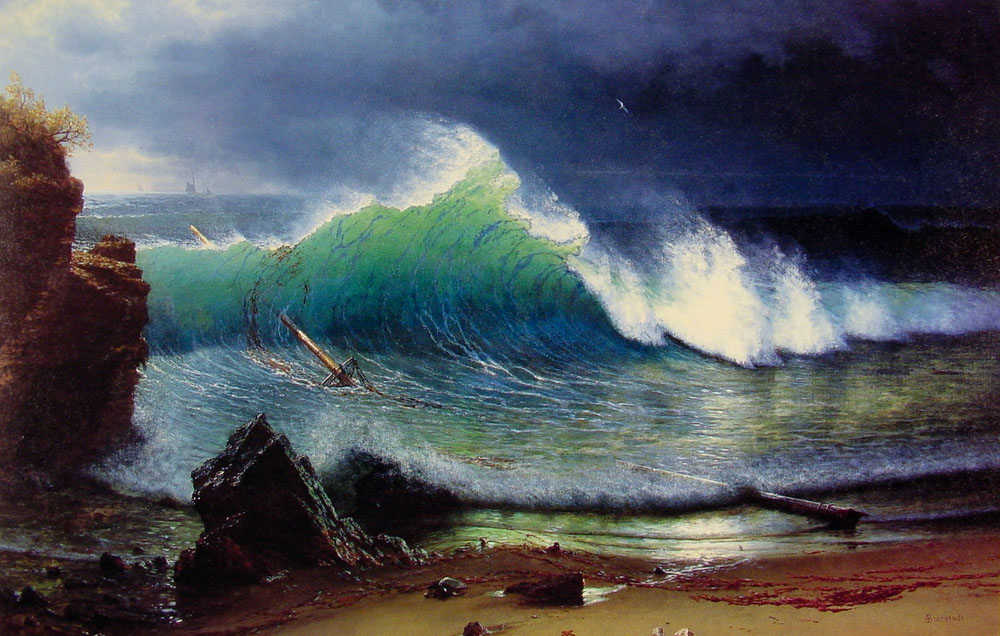
A praia do mar turquesa, 1878

Em sua trajetória dedicou-se quase integralmente ao puro paisagismo, mas pintou algumas obras monumentais sobre temas históricos, como Colombo pisa em terra, Entrada em Monterey, Outono nas serras e A descoberta do rio Hudson, embora mesmo aqui a paisagem assuma um papel de grande relevo, quase obscurecendo a ação dramática. Elas têm em comum o fato de descreverem momentos de primeiro contato do homem branco com territórios virgens e se inserirem na retórica oficial do período da reconstrução nacional após a Guerra Civil. Essas telas são usualmente menosprezadas pelos estudiosos, que as consideram convencionais e, sendo todas, salvo a Colombo, fruto de lobby do artista junto ao governo, pensam que foram produzidas somente para sua promoção pessoal. Fazem parte deste gênero suas pouquíssimas obras sobre a Guerra Civil, como Guerrilha e O bombardeio, mas outra uma vez a ação é mostrada à distância e a cena carece de impacto dramático, perdendo-se na descrição principal da paisagem.
Tendo passado sua juventude em New Bedford, no litoral, e mais tarde visitado várias vezes as Bahamas, San Francisco e outros lugares junto ao mar, Patricia Sanders considera surpreendente que ele não tenha tratado com mais assiduidade o tema das marinhas, e em toda a sua produção aparecem apenas cerca de trinta peças no gênero. Apesar da escassez numérica, entre elas estão obras importantes que em espírito se afinam às suas paisagens dramáticas e épicas, como A praia do mar turquesa, A onda e o estudo Rocha das focas. Também realizou algumas cenas portuárias, mas em geral são mais convencionais.
Outro grupo consiste de seus estudos do tipo "cena de gênero", mostrando comboios de pioneiros, caçadores ou índios em suas atividades, que fazem apelo ao pitoresco, possuem um caráter etnográfico e podiam ser usados mais tarde como referência para composição de obras maiores, tendo muitas vezes um atraente frescor e espontaneidade não encontrados em suas pinturas acabadas. Alguns críticos colocam esses estudos entre suas principais realizações. Uma única vez abordou a temática urbana em O mercado de peixe de Roma, o Arco de Otávio.

## Fortuna crítica

### Glória e ofuscamento
No auge de sua fama, na década de 1860, foi o pintor mais bem pago do mundo, aclamado na Europa e na América, e exerceu uma influência importante sobre outros artistas, criando uma populosa escola de imitadores. Mas a partir dos anos 1870 seu prestígio começou a fenecer, sua obra começou a ser vista como exagerada e essencialmente falsa, e sua onipresença se tornou um incômodo para outros artistas. Em 1870 Hank Smith protestou: "Hoje em dia é só Bierstadt e Bierstadt e Bierstadt! O que ele fez senão alterar e entortar e distorcer e descolorir e diminuir e enfeiar todo este país decepcionado? Porquê? Suas montanhas são altas demais e finas demais, elas vão desmoronar ao primeiro vento de outono! Eu conduzi cavalos por dois verões no Yosemite, e, para ser honesto, quando eu me coloquei diante desta pintura não o reconheci". Mark Twain, observando a tela Pôr-do-sol no vale do Yosemite, disse que "algumas das montanhas do sr. Bierstadt mergulham em uma bruma perolada, que é tão encantadoramente bela que deploro que o Criador não a tenha criado Ele mesmo de modo que ela pudesse permanecer lá. [...] Não precisamos desta atmosfera glorificada num retrato do Yosemite, ao qual ela seguramente não pertence".
Curiosamente, sua popularidade decresceu, como analisou Lee Mitchell, sem que os temas regionalistas propriamente ditos caíssem em desgraça, e o que parece ter ocorrido é que ele não foi capaz de adaptar sua abordagem do tema, imbuída de uma ideologia específica, às mudanças de ênfases que ocorreram. O público se voltava para uma arte menos grandiloquente e mais intimista, naturalista e descontraída, como a proposta pela vanguarda francesa da Escola de Barbizon e dos impressionistas. Outro aspecto que pode ter influído, citado por Axelrod & Phillips, é que a aura mágica que o oeste havia adquirido se dissolvia, em parte pela facilidade de acesso a regiões antes remotas proporcionada pela construção da Primeira Ferrovia Transcontinental, terminada em 1869, e o senso de novidade que seu quadros traziam consequentemente se perdeu.

Os últimos búfalos, 1888, recusada na Exposição Universal de Paris

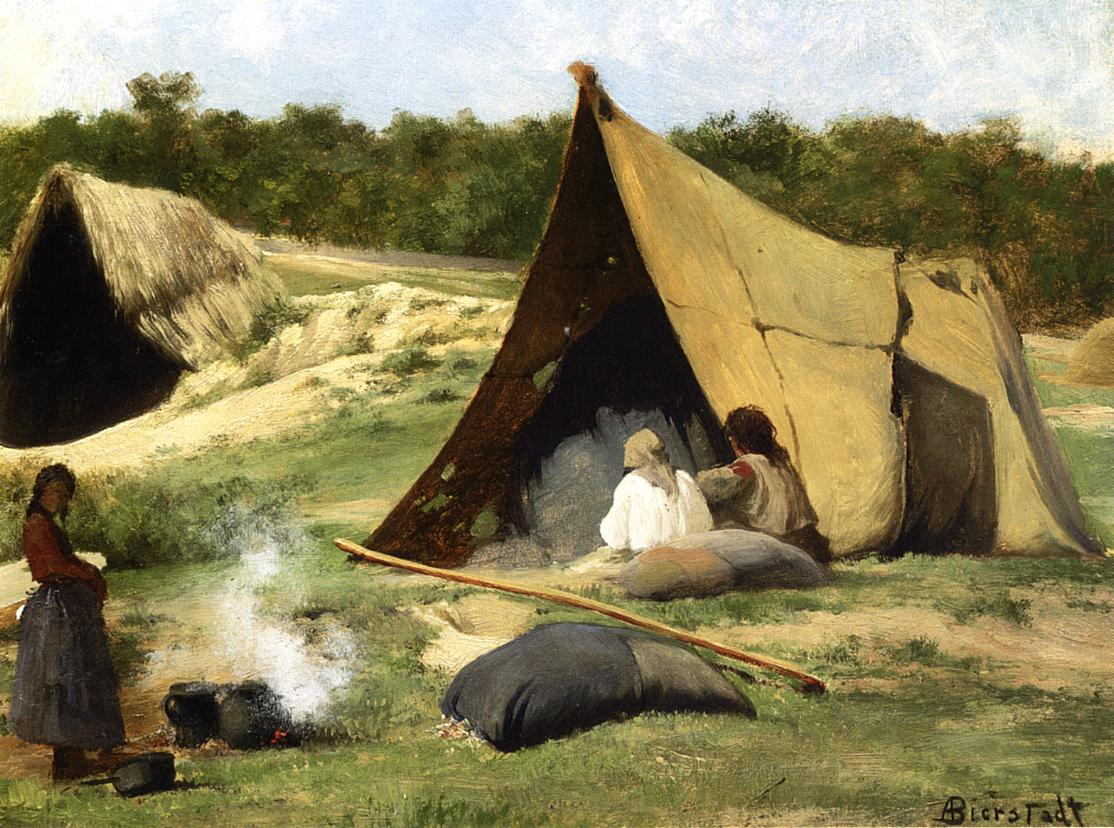
Acampamento indígena, estudo

Quando morreu, estava pobre e havia sido esquecido. O obituário no Boston Evening Transcript disse que sua morte não provocou nada mais do que uma insignificante marola no oceano da arte. William Howe Downes, entretanto, assinalou que suas obras continuavam tão boas como sempre tinham sido, apenas os gostos haviam mudado. Comentando sobre essa mudança, o pintor Will Low disse em 1910, depois de ver a obra de Bierstadt As Montanhas Rochosas no Metropolitan Museum of Art: "Moda em arte é uma coisa curiosa. [...] Ao olhar esta pintura e notar seu desenho preciso, os vários saberes sobre forma que ela evidencia, a maneira pela qual o vasto panorama é tornado coerente, e a feliz disposição dos vários objetos espalhados pelo primeiro plano, qualquer um que saiba alguma coisa sobre as dificuldades de criar uma tela enorme de modo harmonioso e equilibrado seria injusto se negasse a habilidade necessária para executar este trabalho". Mas sua queda foi tão precipitosa que nos anos 1920 galerias comerciais que ainda tinham obras suas destruíram inúmeras simplesmente porque ocupavam espaço demais, e na década de 1940 um lote de duzentas pinturas foi vendido num leilão a apenas dois dólares cada uma.

### Reabilitação
Sua reputação começou a ser restaurada somente na década de 1960, primeiro através de seus estudos, e não por causa de suas obras finalizadas, acompanhando o crescimento do interesse pela produção norte-americana de pintura, o surgimento da questão ambiental e a recuperação pelos norte-americanos de suas raízes culturais. Em 1972 uma retrospectiva apresentada no Museu Whitney foi saudada pela imprensa como uma grata surpresa, meritória por trazer novamente à luz a obra de um pintor há muito esquecido, e embora a pujança de seu estilo fosse novamente reconhecida, ainda era considerado um acadêmico convencional. Hoje sua posição é mais segura, mas isso não o livrou de críticas e ainda desperta polêmica. Por ocasião da grande retrospectiva Albert Bierstadt: Art & Enterprise realizada no Museu do Brooklyn em 1991, Michael Brenson, escrevendo para o New York Times, afirmou:
"Parte do problema com Bierstadt é que não há centro em sua obra, [...] não há nada além dele mesmo. Como resultado, há algo de assustador a respeito de sua teatralidade, sua artificiosidade, sua desonestidade, sua vontade de levar até o fim sua própria opinião de que ele era maior do que a vida, autocriado, um artista profissional que daria tudo para promover sua carreira. Em seus panoramas ele inventou uma nova categoria artística: o sublime oportunista. [...] Ele de fato ouviu sons na natureza, mas estava interessado em espetáculo, não em música. Ele sabia onde estava a alma da natureza, mas pisoteou sua própria alma. [...] Não passa uma sensação de que o que ele pintava realmente o interessava. [...] Mesmo quando seu trabalho é estrategicamente inteligente e tecnicamente assombroso, artística e intelectualmente ele é burro. Ele não tinha nenhuma imaginação artística, nenhuma capacidade de introspecção e era incapaz de crescer".
Tem sido questionado o fato de Bierstadt não ter abordado em profundidade temas sociais relevantes de seu tempo, como a Guerra Civil, mas de acordo com Lucretia Giese os artistas da época "sentiam pouca responsabilidade de retratar o conflito", e Walker & Conn argumentaram que o trauma da Guerra "os tornou incapazes de transportar essas experiências para o campo da pintura histórica, que era convencionalmente imbuída de um propósito didático e inspiracional, evidenciando uma crise nas tradicionais maneiras de representação narrativa", ainda mais que na época ninguém sabia como os Estados Unidos ficariam depois do conflito, e mesmo depois dele, havia grande incerteza sobre como representar corretamente vencedores e perdedores num contexto de reunificação nacional, tornando o episódio didaticamente nebuloso. Mas cabe repetir que suas paisagens de uma natureza intocada pelo homem foram interpretadas por seus contemporâneos como um antídoto visual para o sofrimento da nação. Outro tema que ele ignorou foi o genocídio indígena, mesmo que o artista se declarasse um amigo dos índios e coletasse seus artefatos, mas Grace Glueck e Diane Fischer consideram que nisso ele foi um típico filho de seu tempo, pois nenhum norte-americano branco questionava seriamente a doutrina do Destino Manifesto e seus imperativos expansionistas.
Mitchell acrescentou que as mais frequentes objeções que ainda se levantam contra ele são que sua obra é bela, mas superficial, melodramática, sensacionalista e destituída de sentimento. Ainda continuam sendo indigitadas sua suposta ambição social e uma preocupação excessiva com o mercado, assegurando sua penetração na alta sociedade dando bailes e festas suntuosas, valendo-se de estratagemas propagandísticos que estariam abaixo de sua dignidade e alterando pinturas acabadas a pedido dos compradores, embora não haja evidências diretas para associar as acusações com a verdadeira motivação por trás desses atos, que permanece conjetural. O mesmo pesquisador também opinou que podem ser criticáveis alguns elementos plásticos típicos de sua produção, como o uso de uma perspectiva alterada, uma composição pouco integrada em seus detalhes em relação ao todo, uma excessiva influência da fotografia na composição, sua mescla de paisagismo com cena de gênero, embora esses mesmos elementos tenham sido parte do motivo de seu sucesso inicial e possam, de um outro ponto de vista, ser encarados como provas de uma concepção eclética, imaginativa, vigorosa e versátil do paisagismo, com mais complexidade e mais níveis de leitura possíveis do que uma apreciação superficial poderia sugerir. Disse Diane Fischer:

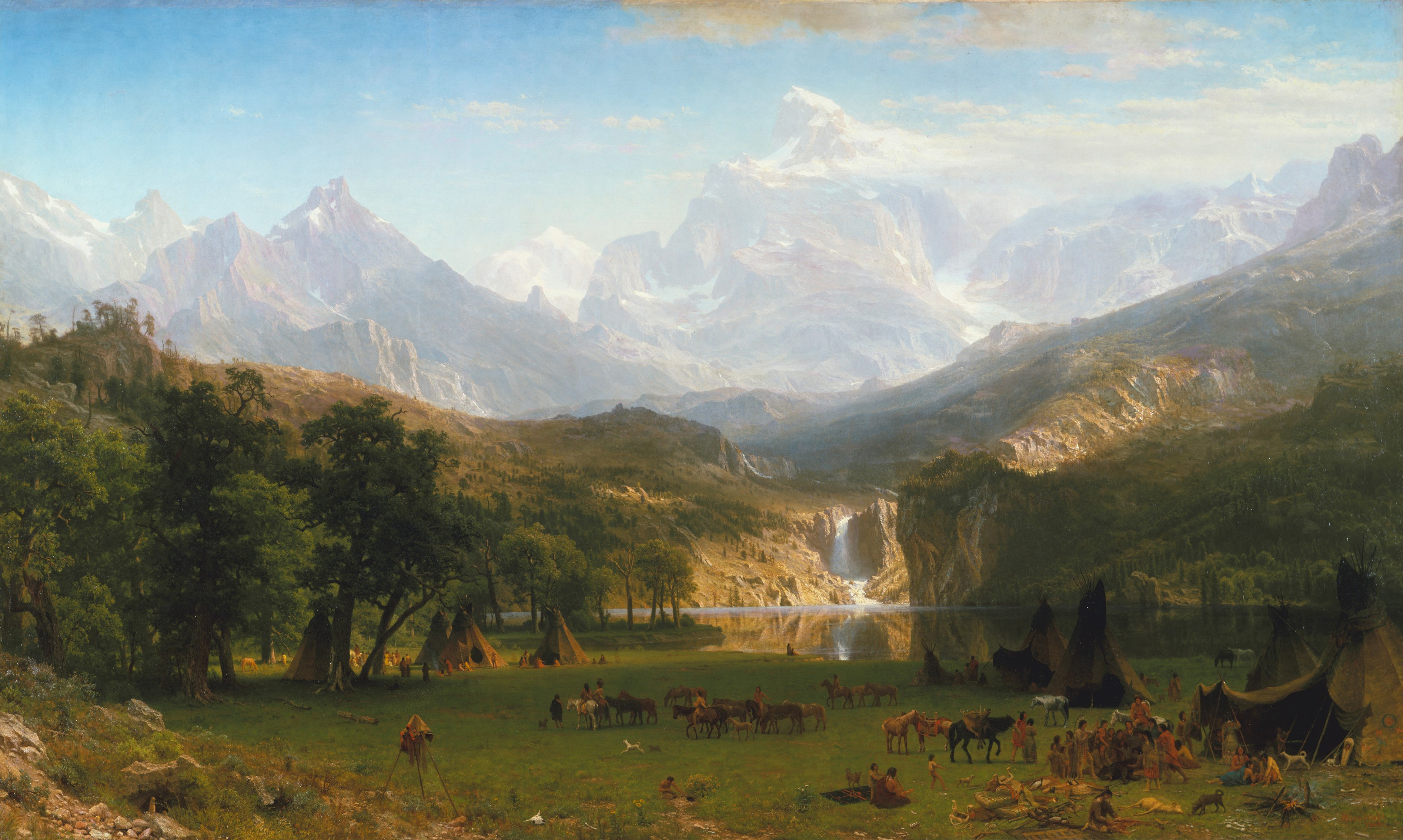
Montanhas Rochosas, Pico Lander, 1863, sua obra mais celebrada

"Hoje os estudiosos consideram Bierstadt como um dos maiores pintores norte-americanos do século XIX, e seu trabalho é largamente admirado nos museus. Embora o seu conteúdo simbólico [...] seja inerente às obras em si, seu significado mudou ao longo do tempo. O público contemporâneo não está mais preocupado com a correção geológica ou arqueológica, ou com temas políticos como a expansão para o oeste, o Destino Manifesto ou a Guerra Civil. E, embora a nação lamente o tratamento que os índios receberam no passado, hoje o público pode apreciar suas pinturas por seu brilhantismo técnico, pela sua evocação de uma natureza imaculada que agora sabemos ser tão frágil, e por sua habilidade de nos transportar para um universo mágico, semelhante ao nosso, mas sem suas imperfeições".
Para Nancy Anderson, "em pinturas que se tornaram santuários visuais (como muitas das paisagens que pintou se tornaram santuários naturais), Bierstadt ofereceu um porto seguro para o mito do selvagem que reside no coração da definição norte-americana de si mesma. Na obra de Bierstadt, como uma vez nos espelhamos no homem, hoje vemos a nós mesmos". A Escola do Rio Hudson, à qual pertenceu e que representou tão bem, ainda exerce uma influência na cultura norte-americana e na maneira como eles entendem a natureza. Pesquisas recentes dizem que o que os norte-americanos preferem em arte corresponde em linhas gerais à descrição do estilo dessa Escola, e o curador da Ala Americana do Metropolitan Museum of Art, John Howat, considera que a mensagem principal dessas pinturas é que a natureza deve ser preservada.
Mesmo que seu trabalho tenha conhecido uma notoriedade efêmera quando vivo, não obstante contribuiu para sedimentar uma etapa importante na criação de uma escola de paisagismo tipicamente local, fazendo muitos continuadores. Sua obra foi apontada como uma referência básica para a formulação da estética dos filmes e da literatura sobre o Velho Oeste no início do século XX, sendo aparente na produção de Owen Wister, John Ford, Bret Harte e uma centena de continuadores, e hoje se tornou novamente uma inspiração para alguns artistas contemporâneos. O mais alto dos picos do grupo do Monte Evans recebeu o nome do artista, que foi o primeiro a escalá-lo e o retratou na tela Uma tempestade nas Montanhas Rochosas, batizou também um lago no Parque Nacional das Montanhas Rochosas e obras suas apareceram em quatro edições de selos dos Estados Unidos. Atualmente sua produção figura em grandes museus e suas melhores obras, nas raras vezes que entram no mercado, atingem de novo altos valores. Em 2008 a tela Índios pescando com lança conseguiu a soma de 7,32 milhões de dólares em um leilão na Christie's de Nova Iorque.

## Outras obras

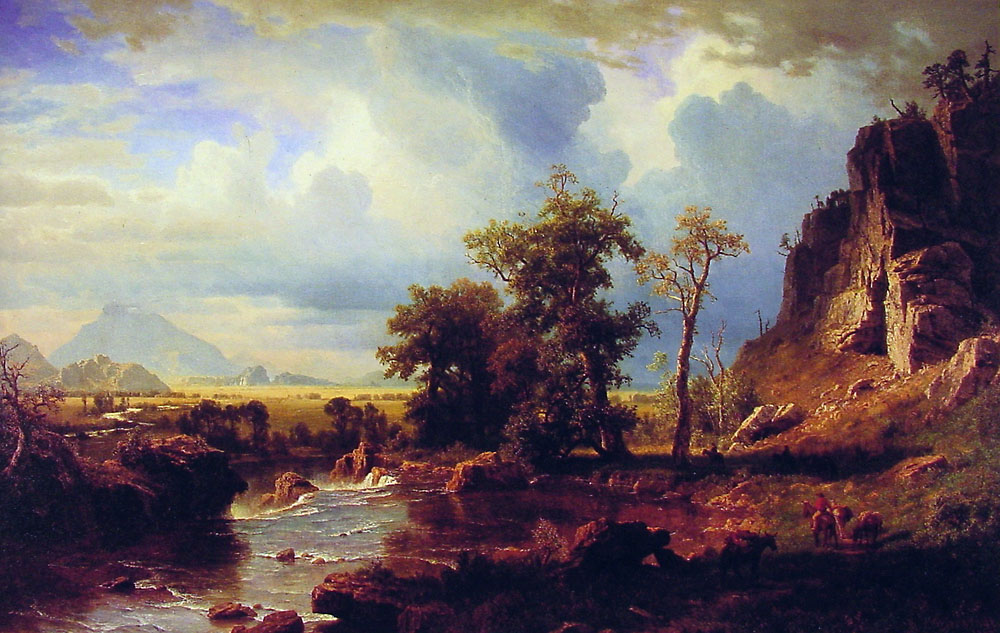
Fratura norte do planalto de Nebraska, 1863
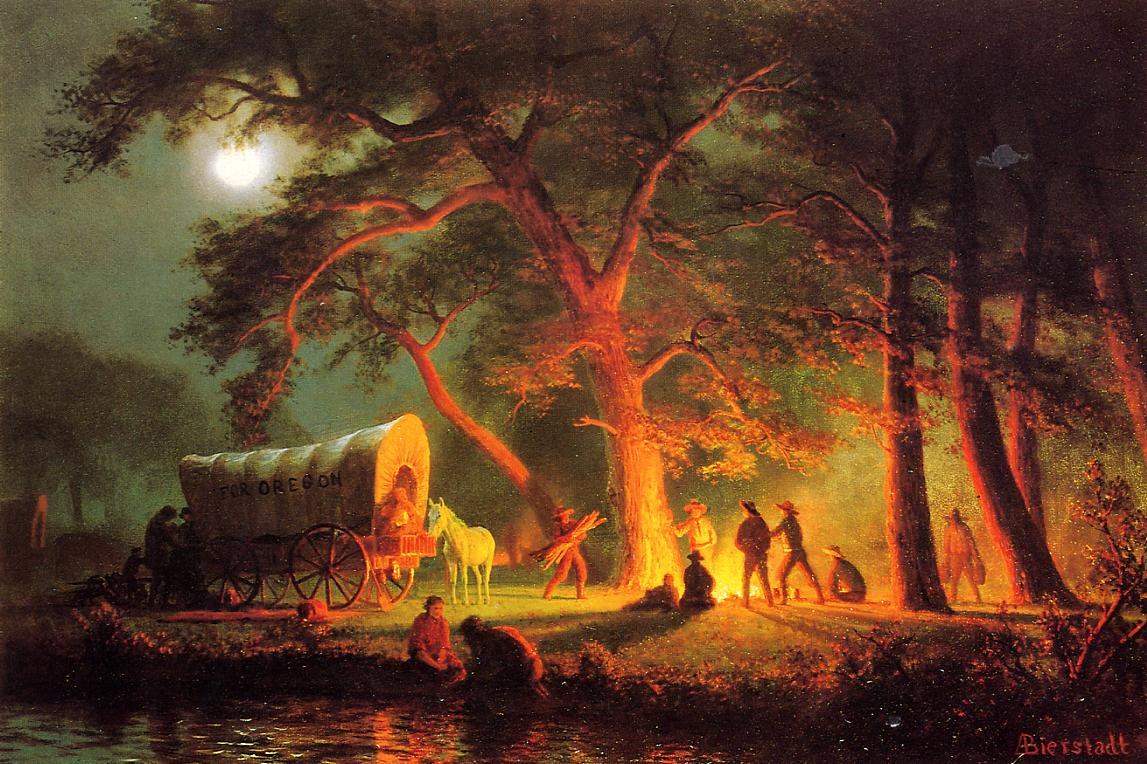
A trilha do Oregon, 1863
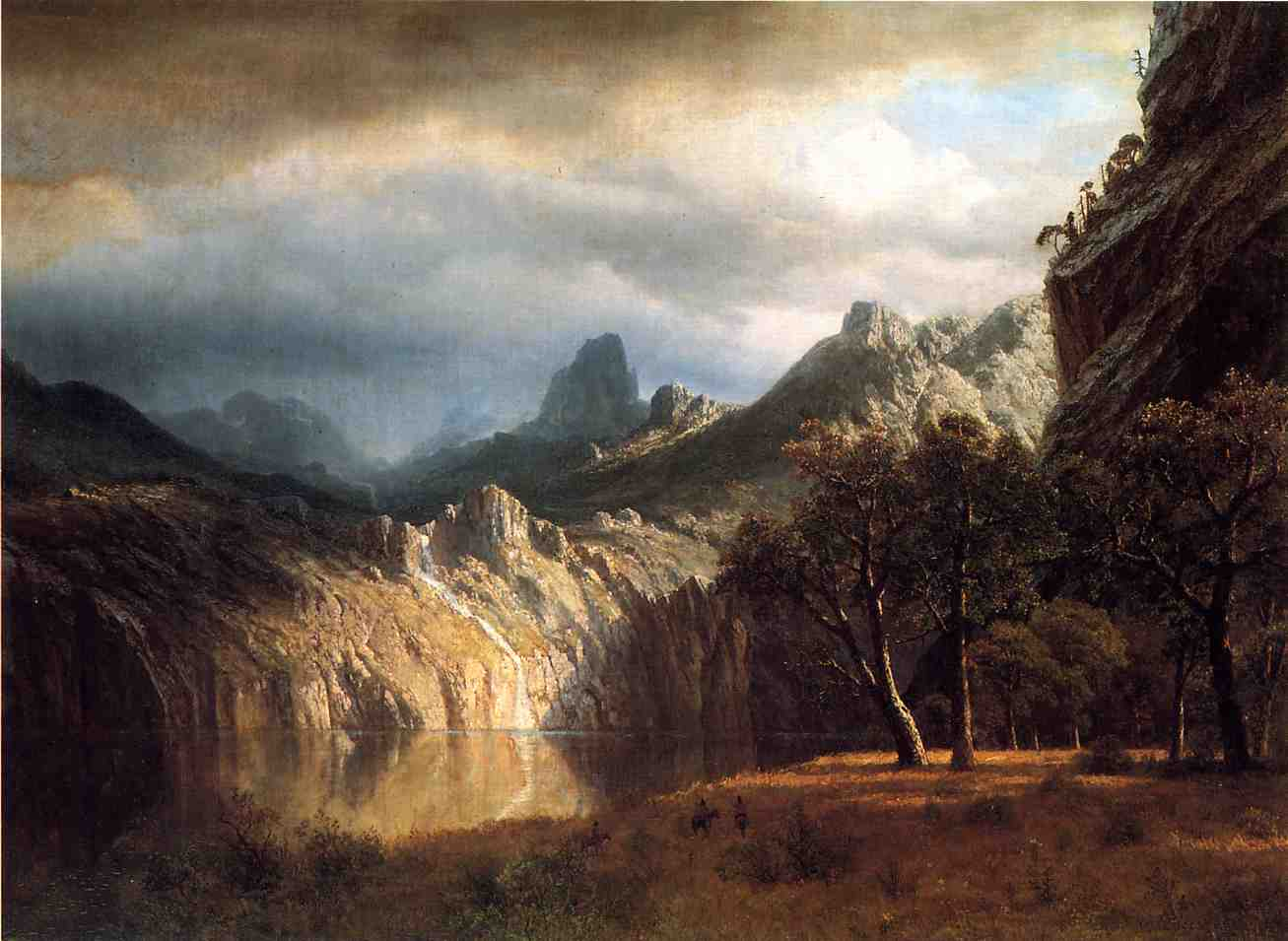
Nas montanhas do oeste, 1865
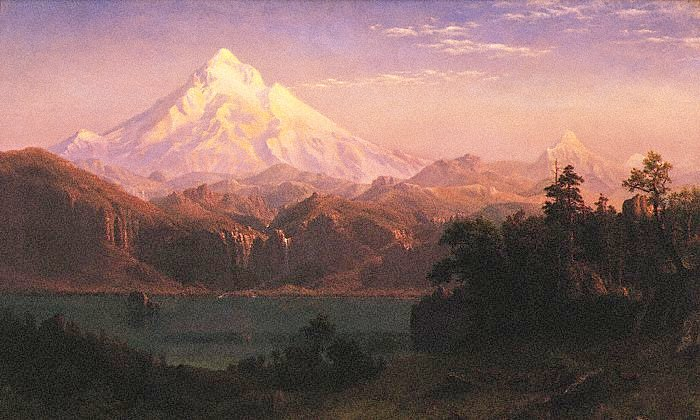
Monte Hood, 1869
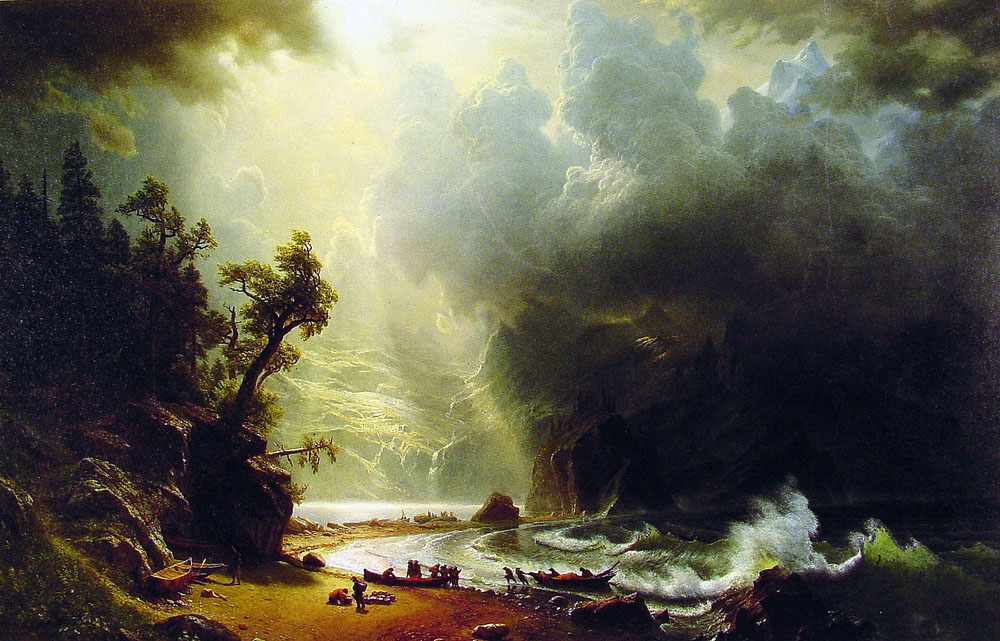
Pugest Sount na Costa do Pacífico, 1870

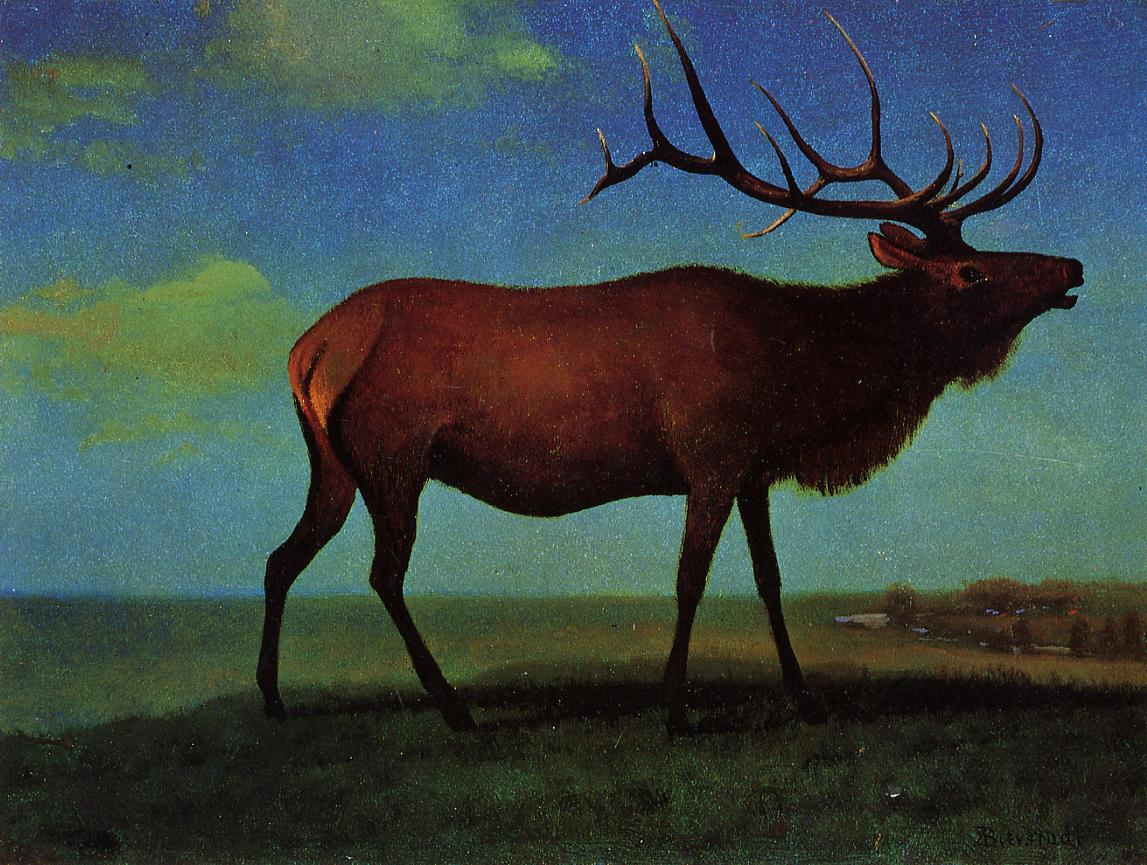
Alce, estudo
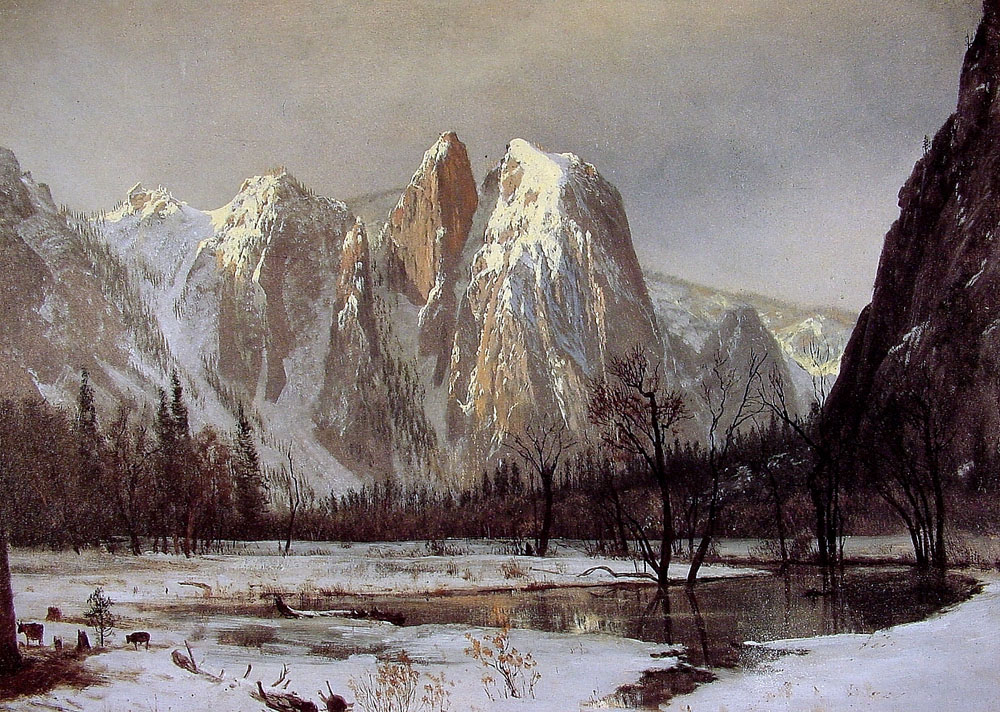
Pico Catedral, 1872
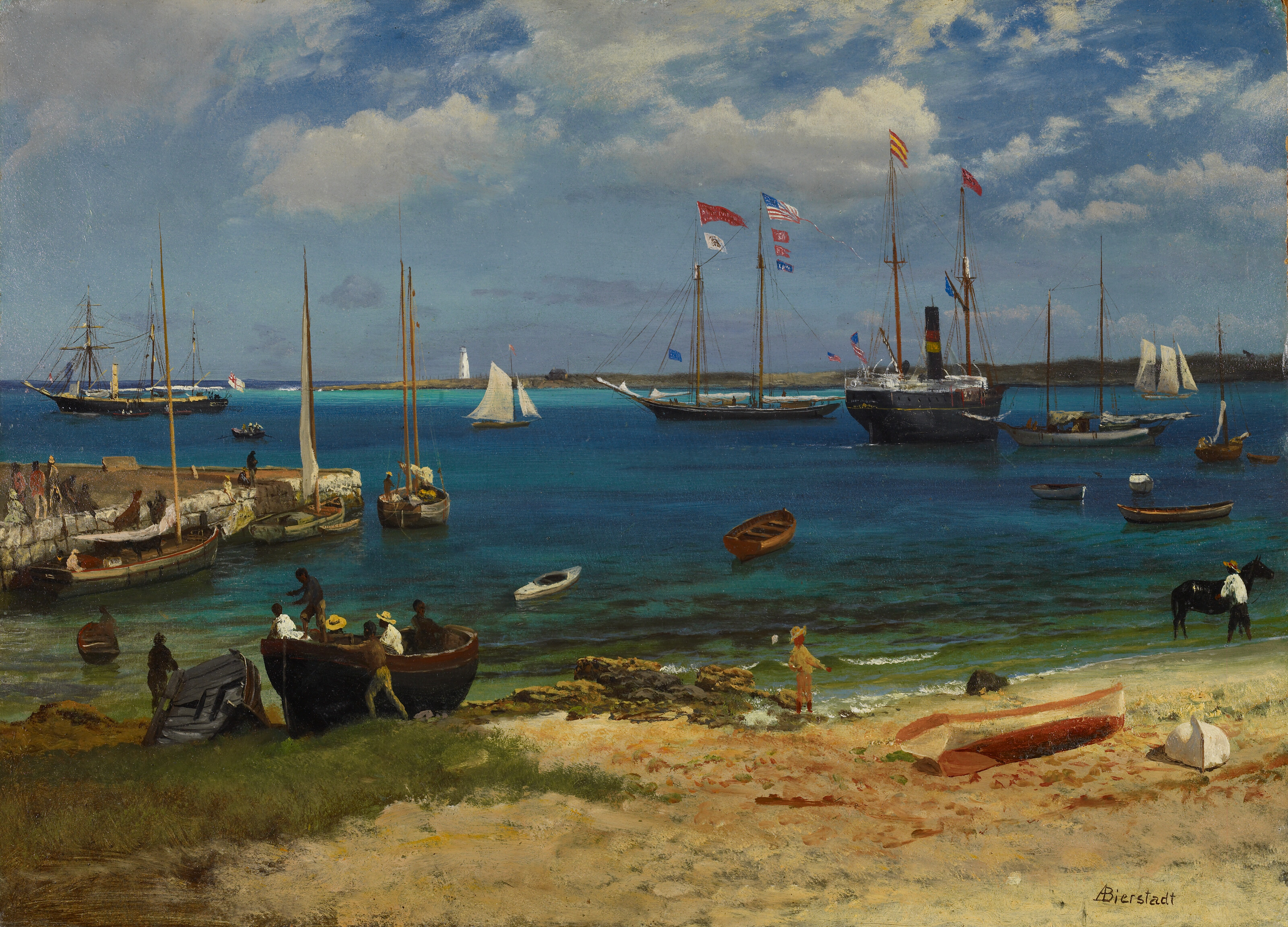
O porto de Nassau, depois de 1877
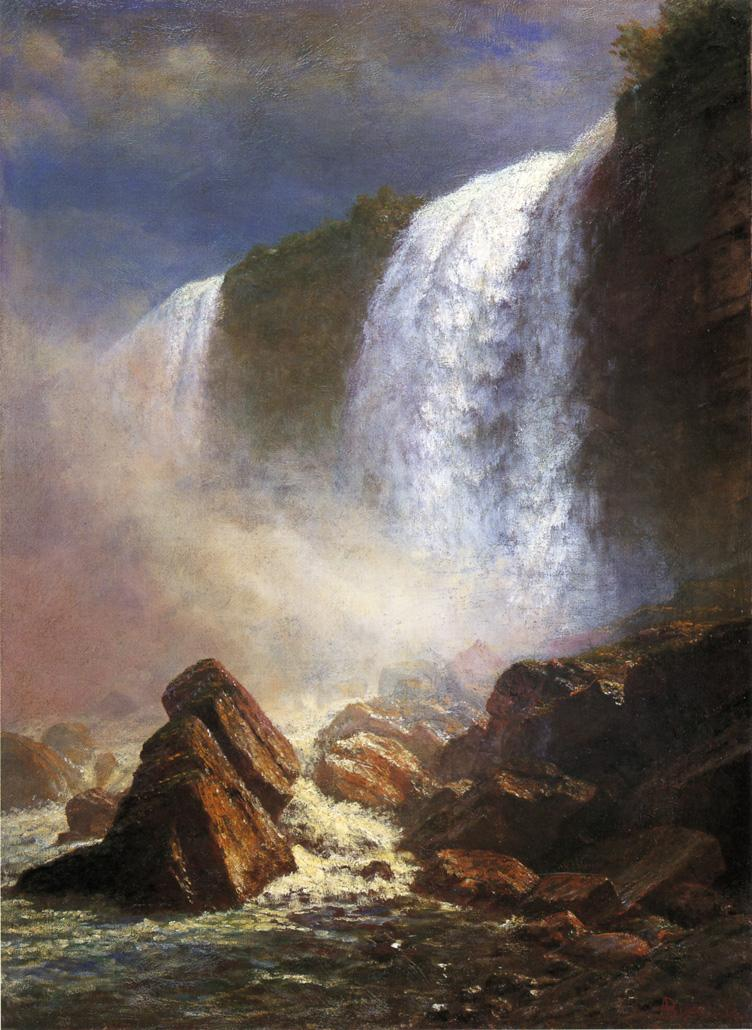
Cataratas de Niágara
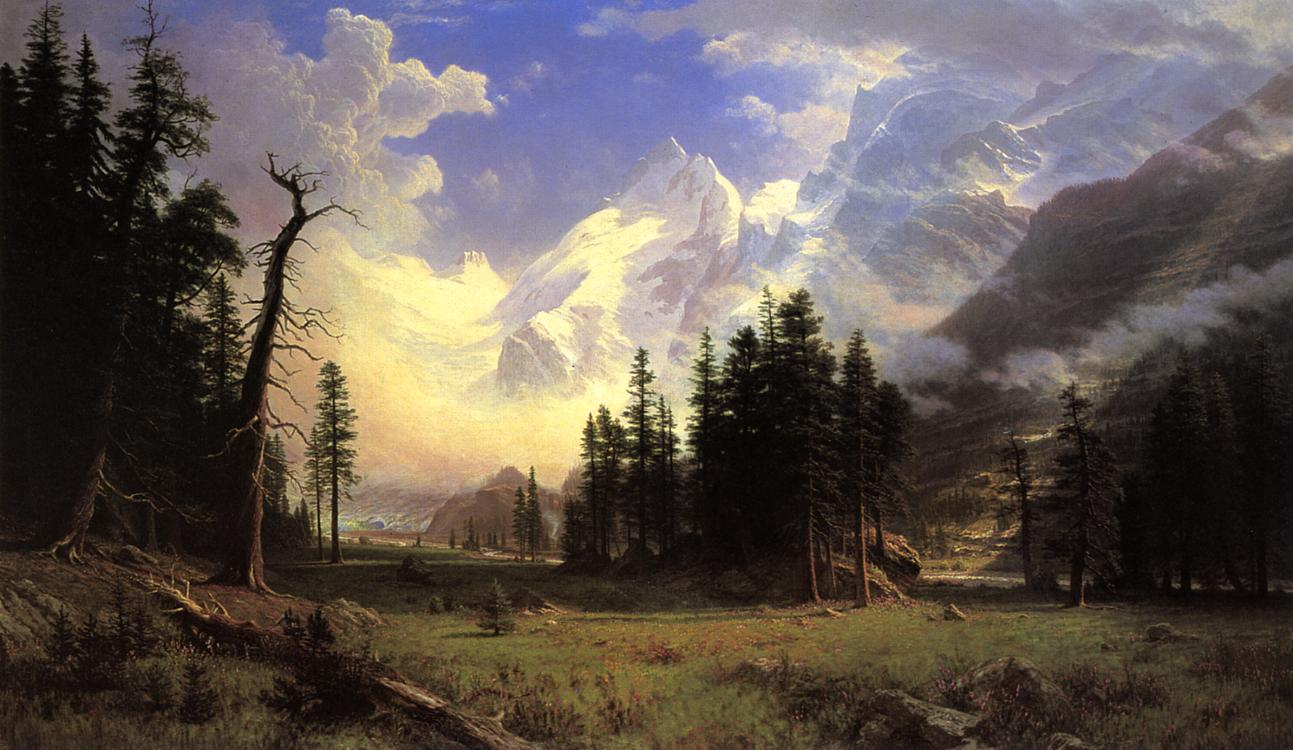
O glaciar Morteratsch no Vale Engadine, Pontresina, 1895